# Fernando Tirapu
Fernando Tirapu Arteta (Pamplona, 7 novembre 1951 – Pamplona, 28 luglio 2018) è stato un calciatore spagnolo.

## Carriera
Cresciuto nell'Oberena, passa all'Osasuna nel 1970 e debutta in prima squadra.
Quattro anni più tardi viene acquistato dal Valencia con cui esordisce in Primera División spagnola. Dopo tre stagioni passa all'Athletic Bilbao, con cui milita sei stagioni e disputa 204 partite (151 di campionato), vincendo uno scudetto ed una Coppa del Re.
Nel 1983 ritorna all'Osasuna dove, due anni più tardi, conclude la carriera.
Conta due presenze con la Selezione di calcio dei Paesi Baschi.

## Palmarès

### Club

#### Competizioni nazionali
- Campionato spagnolo: 1

Athletic Club: 1982-1983